# WET
WET é um acrônimo para Whole Earth Telescope ("Telescópio da Terra Inteira", em inglês), o nome de um projeto astronômico para estudo de estrelas pulsantes, especialmente de  estrelas anãs brancas pulsantes. O WET foi fundado em 1986 pelo astrônomo americano Dr. Edward Nather da Universidade do Texas e, desde então, vem contribuindo ativamente nos avanços na área de asterosismologia de estrelas pulsantes. A sede do WET fica em Austin, no Texas, Estados Unidos e conta com a participação de dezenas de astrônomos profissionais em diversos países do mundo, inclusive no Brasil e Portugal.

## Observando Estrelas Pulsantes
As estrelas pulsantes estudadas pelo WET apresentam pulsações com frequências entre 50 uHz e 3000 uHz, o que corresponde a períodos de pulsação da ordem de alguns minutos até algumas horas. Essas pulsações modulam a luz emitida a partir da superfície da estrela provocando variações em seu brilho, fazendo com que o brilho da estrela aumente e diminua em relação ao seu valor médio, ao longo de cada ciclo de pulsação. Geralmente, a amplitude dessas variações são muito pequenas, mas detectáveis através do monitoramento fotométrico da estrela. No monitoramento fotométrico, um fotômetro é acoplado ao telescópio que observa a estrela para medir a intensidade da luz da estrela ao final de intervalos regulares de tempo (por exemplo, de 1 em 1 segundos, ou de 5 em 5 segundos, ou de 10 em 10 segungos, etc).
Se a estrela oscila em apenas uma frequência, monitorá-la durante algumas horas seria suficiente para cobrir vários ciclos de pulsação e assim caracterizar o modo como pulsa. Entretanto, a quase totalidade das estrelas pulsantes são multiperiódicas, oscilando em vários modos de pulsação ao mesmo tempo. Neste caso, para se detectar e identificar as frequências de pulsação da estrela podem ser necessárias algumas centenas de horas de monitoramento fotométrico contínuo, o que é impossível de se fazer usando um único telescópio, pois as observações só podem ser feitas durante a noite e são inevitavelmente interrompidas durante o dia.

## Como observar durante o dia?
Uma maneira de contornar este problema é utilizar vários telescópios sobre a Terra, situados em diferentes latitudes. Assim, quando as observações em um telescópio estão terminando no final da noite, um outro telescópio situado mais a oeste poderá continuá-las. E quando as observações deste segundo telescópio estiverem terminando, um terceiro situado mais a oeste dará proseguimento, e assim por diante, até voltar ao primeiro telescópio.
Usando esta técnica, o WET consegue monitorar continuamente uma mesma estrela durante cerca de 15 dias (ou até mais) usando de 3 a 10 telescópios em cada uma de suas campanhas observacionais. Obviamente, as observações em cada telescópio estão sujeitas às variações climáticas locais (nuvens, neblina, etc...). Mesmo assim, se atinge coberturas efetivas superiores a 60% do tempo, o que já suficiente para o estudo das pulsações estelares.
O WET funciona como se fosse um único instrumento, contando com vários operadores de vários países do mundo.

## Observatórios Participantes
- McDonald Observatory, Texas, EUA
- Kitt Peak National Observatory, Arizona, EUA
- Mauna Kea Observatories, Hawaii, EUA
- CFHT (Canada-France-Hawaii Telescope), Hawaii, EUA
- Mt. John Observatory, Nova Zelândia
- Mt. Stromlo & Siding Spring Observatories (MSSSO), Austrália
- Beijing Astronomical Observatory, China
- Vainu Bappu Observatory, Índia
- Moletai Astronomical Observatory, Lituânia
- Wise Observatory, Israel
- South African Astronomical Observatory, África do Sul
- Mt. Suhora Observatory, Polônia
- Osservatorio di Bologna, Loiano Telescopes, Itália
- Calar Alto Observatory, Espanha
- Observatoire du Pic du Midi, França
- Observatoire de Haute-Provence, França
- Observatorio del Teide, Tenerife, Espanha
- El Roque de Los Muchachos Observatory (incluindo os Telescópios "Isaac Newton" e "Jacobus Kapteyn"), La Palma, Espanha
- Nordic Optical Telescope, La Palma, Ilhas Canárias, Espanha
- Observatorio do Pico dos Dias, Brasil
- Cerro Tololo Interamerican Observatory, Chile
- European Southern Observatory, Chile
- SARA, Kitt Peak, Arizona, EUA
- Mt. Cuba Astronomical Observatory, University of Delaware, EUA
- Steward Observatory, Mt. Lemmon & Mt. Bigelow, Arizona, EUA
- Terskol Observatory, Peak Terskol, Rússia
- Institute for Astronomy and Astrophysics (IAAT), Tubingen, Alemanha
- Konkoly Observatory, Hungria

## Ligações Externas
- http://www.physics.udel.edu/darc/wet/index.html - WET